# Bico e Cristelo
Bico e Cristelo (oficialmente, União das Freguesias de Bico e Cristelo) é uma freguesia portuguesa do município de Paredes de Coura, com 11,68 km² de área e 734 habitantes (censo de 2021). A sua densidade populacional é 62,8 hab./km².

## História
Foi criada aquando da reorganização administrativa de 2012/2013, resultando da agregação das antigas freguesias de Bico e Cristelo.
Esta agregação, e a de Formariz e Ferreira, acabou com uma das particularidades do concelho de Paredes de Coura: o facto de até aí ter tido duas das poucas freguesias portuguesas territorialmente descontínuas (Cristelo e Formariz).

Antigas freguesias que deram origem à União das Freguesias de Bico e Cristelo (Paredes de Coura).

## Demografia
A população registada nos censos foi:
| Distribuição da População por Grupos Etários | Distribuição da População por Grupos Etários | Distribuição da População por Grupos Etários | Distribuição da População por Grupos Etários | Distribuição da População por Grupos Etários | Distribuição da População por Grupos Etários |
| -------------------------------------------- | -------------------------------------------- | -------------------------------------------- | -------------------------------------------- | -------------------------------------------- | -------------------------------------------- |
| Antes da agregação                           |                                              |                                              |                                              |                                              |                                              |
| Ano                                          | 0-14 anos                                    | 15-24 anos                                   | 25-64 anos                                   | >= 65 anos                                   | Total                                        |
| 2001                                         | 96                                           | 125                                          | 387                                          | 219                                          | 827                                          |
| 2011                                         | 88                                           | 61                                           | 393                                          | 241                                          | 783                                          |
| Após a agregação                             |                                              |                                              |                                              |                                              |                                              |
| Ano                                          | 0-14 anos                                    | 15-24 anos                                   | 25-64 anos                                   | >= 65 anos                                   | Total                                        |
| 2021                                         | 76                                           | 59                                           | 350                                          | 249                                          | 734                                          |